# Apatania alberta
Apatania alberta är en nattsländeart som beskrevs av Nimmo 1971. Apatania alberta ingår i släktet Apatania och familjen Apataniidae. Inga underarter finns listade i Catalogue of Life.